# Rorýs velký
Rorýs velký (Tachymarptis melba) je velký druh rorýsa, ptáka z řádu svišťounů.

## Popis
Rorýs velký je 20 až 23 cm velký, rozpětí křídel je od 51 do 58 cm a jeho hmotnost se pohybuje od 76 do 125 g. Je s odstupem největším rorýsem západní palearktické oblasti. Samci jsou v průměru o něco větší než samice (zhruba 2 %); délka křídla švýcarských samců je v průměru 229,5 mm, samic 225,6 mm.
Celkově je hnědě zbarvený, s nápadně bílým břichem a bílou bradou, oddělenou od břicha hnědým obojkem. Mávání křídel je zřetelně pomalejší než u menších druhů rorýsů, proto může v první chvíli dojít dokonce k záměně za ostříže. Hnízdí v koloniích, většinou na vysokých budovách nebo skalních stěnách.

## Rozšíření
Hnízdiště rorýse velkého sahají od severní Afriky a jižní Evropy přes jih střední Evropy a jihozápadní Asii až po střední Asii, Indii a Srí Lanku, navíc hnízdí ve velké části Afriky jižně od Sahary a na Madagaskaru.
Nejsevernější hnízdiště ve střední Evropě se nacházely v roce 1999 ve švýcarské Basileji, francouzských Mylhúzách, německém Waldshutu, Freiburgu a Emmendingenu. V roce 2021 bylo prokázáno hnízdění ve slovenských Michalovcích.
Velmi vzácně zaletuje do České republiky, dosud byl zjištěn 14×. Dne 2. května 2020 byl zaznamenán výskyt rorýse velkého na pražském Proseku.

## Poddruhy
Je známo 10 poddruhů:
- T. m. melba (Linnaeus, 1758)[10] – rorýs velký jihoevropský – Nominotypický poddruh je rozšířen od jižní Evropy přes Turecko po severozápadní Írán.
- T. m. tuneti (Tschusi, 1904)[11] – rorýs velký severoafrický – Poddruh je rozšířen od Maroka přes Střední východ až do východní a západní části Pákistánu.
- T. m. archeri (Hartert, 1928)[12] – rorýs velký arabský – Poddruh je rozšířen od severního Somálska, jihozápad Arabského poloostrova do Jordánska a Izraele.
- T. m. maximus (Ogilvie-Grant, 1907)[13] – Poddruh je rozšířen v pohoří Ruwenzori.
- T. m. africanus (Temminck, 1815)[14] – Poddruh je rozšířen od Etiopie po Jižní Afriku a jihozápadní Angolu.
- T. m. marjoriae (Bradfield, 1935)[15] – Poddruh je rozšířen na severu střední Namibie a severozápadu Jižní Afriky.
- T. m. willsi (Hartert, 1896)[16] – Poddruh je rozšířen na Madagaskaru.
- T. m. nubifugus (Koelz, 1954)[17] – Poddruh je rozšířen v Himálaji.
- T. m. dorabtatai (Abdulali, 1965)[18] – Poddruh je rozšířen v západní Indii.
- T. m. bakeri (Hartert, 1928)[12] – Poddruh je rozšířen na Srí Lance.

## Galerie

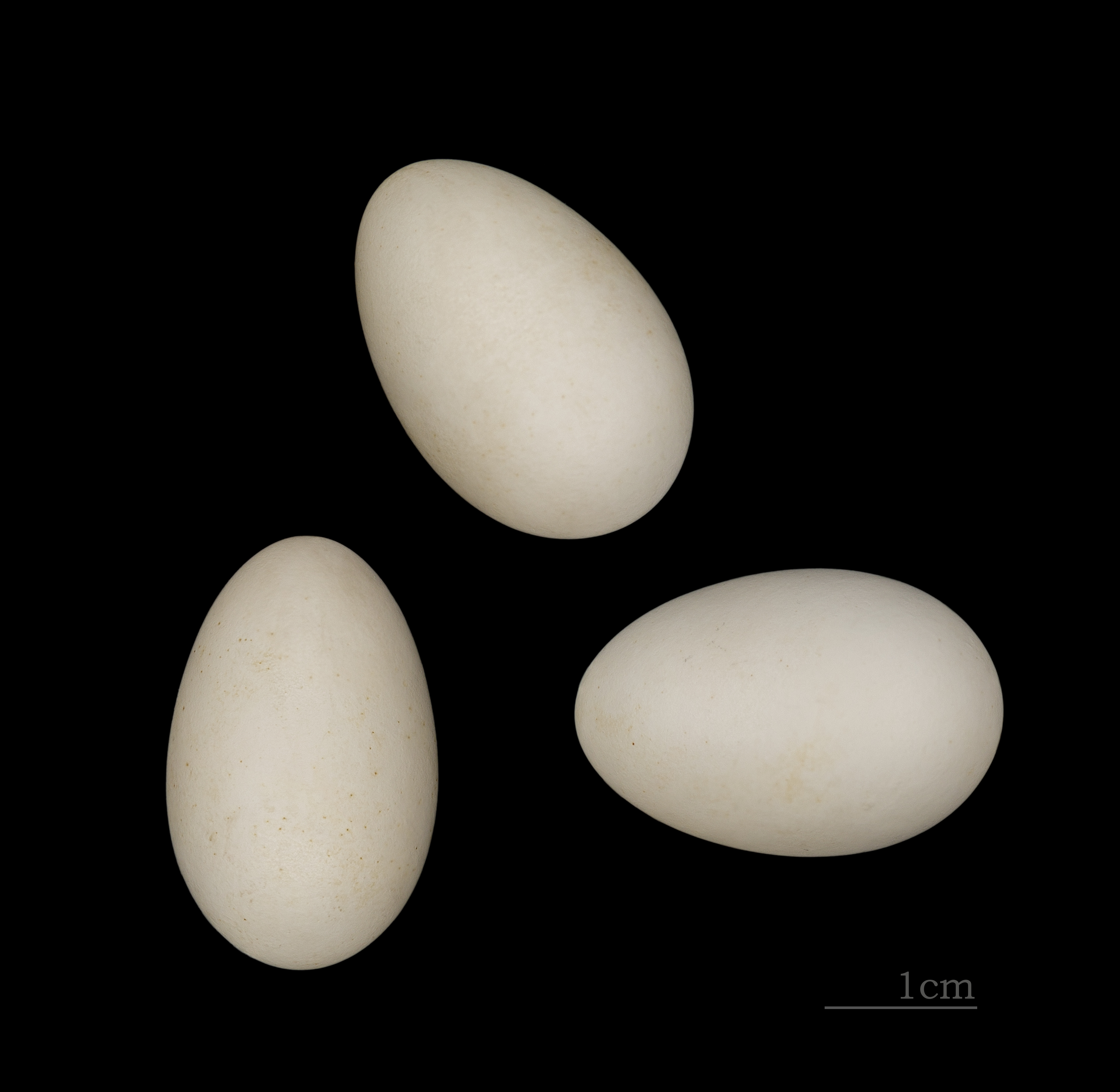
Vejce rorýse velkého
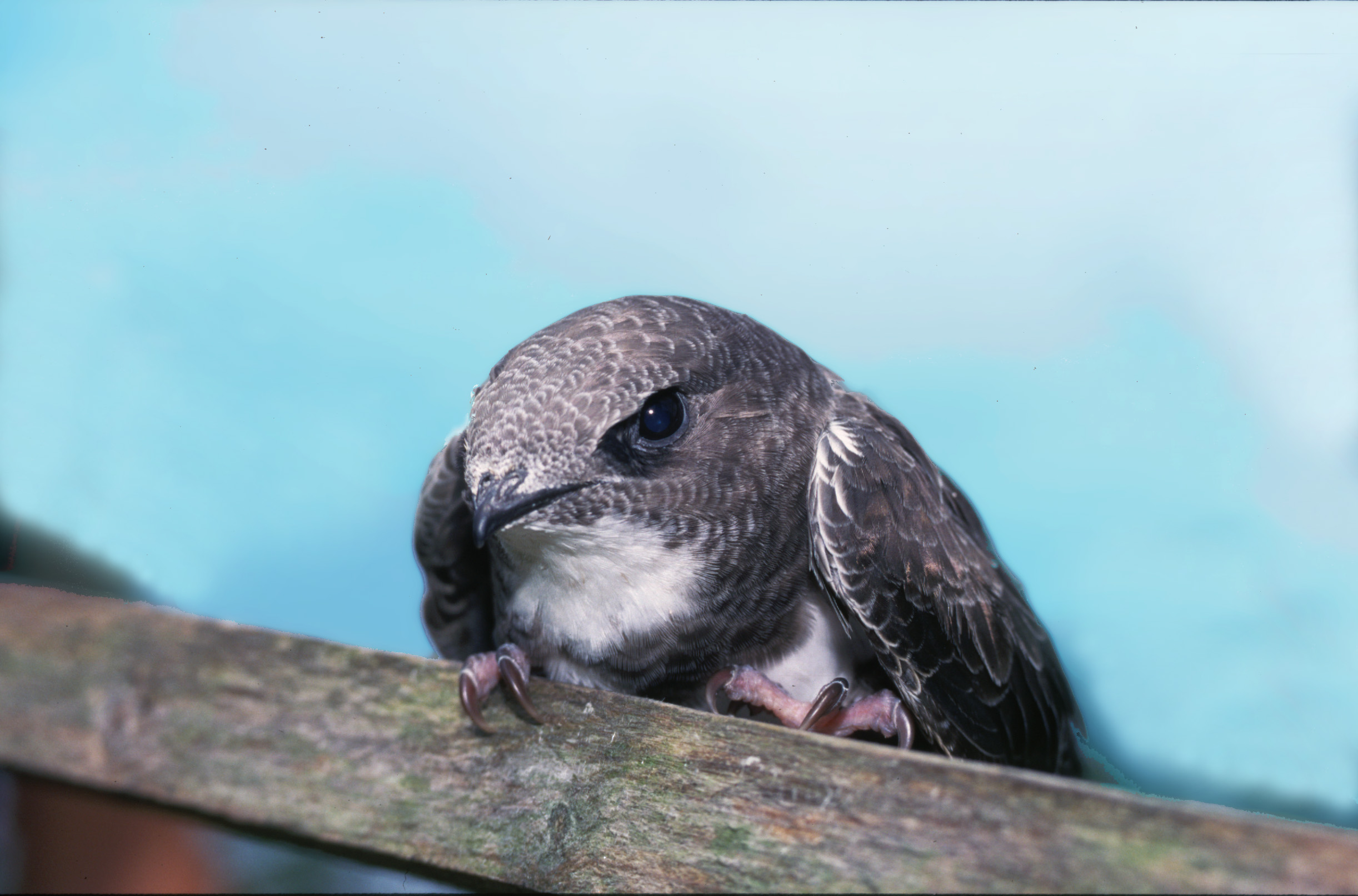